# Heinrich Reschauer
Heinrich Reschauer (3. října 1838 Vídeň – 1. září 1888 Neulengbach) byl rakouský novinář a politik německé národnosti, v 2. polovině 19. století poslanec Říšské rady.

## Biografie
Profesí byl vydavatelem novin ve Vídni.
Pocházel z vídeňské maloměšťanské rodiny, která v důsledku revoluce roku 1848 přišla o svůj majetek. Předčasně musel ukončit studia a vyučil se knihkupcem. Začal se literárně a novinářsky angažovat. V roce 1861 zveřejnil spis Die Aufgaben Deutschösterreichs nach dem 26. Februar 1861 a sblížil se s publicistou Franzem Schuselkou, který ho přivedl do redakce listu Wanderer. Brzy poté se Reschauer stal vídeňským dopisovatelem, následně šéfredaktorem listu Volksstimme ve Štýrském Hradci. Krátce se vrátil do listu Wanderer a v roce 1863 převzal místní redakci novin Morgenpost. V roce 1867 spoluzakládal s Heinrichem Pollakem a Moritzem Szepsem noviny Neues Wiener Tagblatt. Od roku 1872 působil v redakci vídeňských Deutsche Zeitung. V období let 1875–1886 byl jejich šéfredaktorem a vydavatelem. Psal i historická pojednání, nejznámější byl spis o revoluci roku 1848 ve Vídni.
Byl politicky aktivní. V letech 1873–1878 zasedal ve vídeňské obecní radě. Orientován byl jako německý liberál (tzv. Ústavní strana). Hájil a rozvíjel liberální myšlenky mezi živnostenskými vrstvami.
Působil i jako poslanec Říšské rady (celostátního parlamentu Předlitavska), kam usedl ve volbách roku 1879 za městskou kurii v Čechách, obvod Falknov, Loket atd. Rezignaci oznámil dopisem 7. května 1884. 4. prosince 1884 opětovně složil slib za týž obvod. Uvádí se jako ústavověrný poslanec. V říjnu 1879 je zmiňován na Říšské radě coby člen mladoněmeckého Klubu sjednocené Pokrokové strany (Club der vereinigten Fortschrittspartei). Ve volebním období 1879–1885 se uváděl jako Heinrich Reschauer, spisovatel, bytem Vídeň.
Zemřel bez většího majetku v září 1888 na svém letním sídle. Zanechal po sobě manželku a pět dětí.